# Bussy-le-Château
Bussy-le-Château  là một xã thuộc tỉnh Marne trong vùng Grand Est đông nam nước Pháp. Xã nằm ở khu vực có độ cao trung bình 170 mét trên mực nước biển.